# José Andrés Rodríguez Gaitán
Andrés José Rodríguez Gaitán (Almuñécar, Granada, 30 de enero de 1990), deportivamente conocido como Andy, es un futbolista profesional español que juega como centrocampista en el NorthEast United de la Superliga de India. Es hermano del también futbolista Fran Rodríguez.

## Trayectoria
Nacido en Almuñécar, comenzó su carrera en la Asociación Deportiva Almuñécar 77, llegando a jugar en el Real Madrid Club de Fútbol "C" y el Atlético Levante, antes de fichar por la Sociedad Deportiva Ponferradina en la temporada 2014-15.
En sus dos primeros años fue uno de los jugadores más utilizados y en junio de 2016 amplió su contrato por una temporada más otra opcional en caso de lograr el ascenso.
En verano de 2018 firmó con la U. D. Logroñés de la Segunda División B. Tras completar la primera temporada en el club riojano, renovó hasta 2020 tras haber alcanzado una cifra determinada de partidos jugados.
El 3 de julio de 2021 se unió a la disciplina del Burgos C. F. para formar parte de la plantilla que competiría en Segunda División. En dos temporadas y media disputó 60 partidos y el 3 de enero de 2024 llegó a un acuerdo para rescindir su contrato. Ese mismo día fichó por el F. C. Cartagena para lo que quedaba de campaña con opción a seguir un año más. Continuó hasta el final de la temporada 2024-25 y en julio se marchó a la India para jugar en el NorthEast United.

## Clubes
| Club                   | País   | Año       |
| ---------------------- | ------ | --------- |
| Real Madrid C. F. "C"  | España | 2009-2012 |
| Atlético Levante U. D. | España | 2012-2014 |
| S. D. Ponferradina     | España | 2014-2018 |
| U. D. Logroñés         | España | 2018-2021 |
| Burgos C. F.           | España | 2021-2024 |
| F. C. Cartagena        | España | 2024-2025 |
| NorthEast United       | India  | 2025-     |